# Marceli z Tangeru
Marceli z Tangeru (cs. Марке́лл Танже́рский; ur. w Leónie, zm. 30 października 298 w Tangerze) – rzymski centurion, męczennik chrześcijański, święty Kościoła katolickiego, ewangelickiego i prawosławnego.

## Proces i męczeństwo
W 298 roku obchodzono urodziny cesarza Maksymiana. Obchody zakładały skłanianie ofiar rzymskim bogom. Marceli jako centurion rzymskiej armii miał obowiązek wzięcia w nich udziału, jednak jako chrześcijanin odmówił. Publicznie wyznał swoją wiarę w jednego Boga i odrzucił symbole swojego stanowiska.
Został postawiony przed sędzią Fortunatusem. Ten, chcąc ocalić mu życie, oddalił jego sprawę przed cesarza Maksymiana i cezara Konstancjusza, który to był przychylny chrześcijanom. Ostatecznie Marceli stanął przed prefektem Aureliuszem Agricolanem urzędującym w Tangerze. 29 października Aureliusz uznał Marcelego winnym dezercji i „bezbożności”, skazał go na śmierć przez ścięcie głowy mieczem. Wyrok wykonano dzień później, 30 października.
Kasjan, protokolant podczas procesu Marcelego, oburzony wydanym wyrokiem odmówił dalszej pracy. Za to został ścięty 3 grudnia tego samego roku.

## Kult
Święty Marceli jest patronem miasta León w północnej Hiszpanii. W 1471 roku portugalskie oddziały odnalazły w Tangerze grób ze szczątkami świętego. Na nagrobku widniał napis „Marceli, męczennik z León”. W 1493 roku przeniesiono tamże jego relikwie.
Wspomnienie liturgiczne św. Marcelego obchodzone jest w Kościele katolickim w dzienną pamiątkę śmierci 30 października.
Cerkiew prawosławna, z uwagi na liturgię według kalendarza juliańskiego, wspomina męczennika 30 października/12 listopada.
Z kolei Kościół Ewangelicki w Niemczech wspomina świętego 28 października.
W ikonografii św. Marceli występuje razem ze św. Kasjanem. Przykładem jest ikona z kościoła prawosławnego pw. Zmartwychwstania w Rabacie w Maroku.